# Kiwity (Varmie-Mazurie)
Pour les articles homonymes, voir Kiwity.
Kiwity est un village polonais de la voïvodie de Varmie-Mazurie, dans le powiat de Lidzbark.

## Histoire
De 1818 à 1945, Kiwitten fait partie de l'arrondissement d'Heilsberg dans le district de Königsberg au sein de la province de Prusse-Orientale.